# Акцентологија
Акцентологија је лингвистичка дисциплина која изучава акценатски систем једног језика. Грана је прозодије која се дели на интонацију и акцентуацију, а у језицима у којима је акценатски систем сложен, као што је српски, акцентуација се издваја у посебну научну дисциплину - акцентологију.

## Акценат
Акценат (према лат. accentus - ad (према) + cantus (песма)) у лингвистици је фонетско истицање слога постигнуто одређеним артикулационим процесима којима се велика количина фонационе струје концентрише на појединим деловима исказа. Удар фонационе струје концентрисан на слогу назива се иктус. То је експираторни акценат и најчешћи је тип акцента у светским језицима, али није једини. Иктусу се могу додати и други елементи, као што су трајање и тон.
За српски језик карактеристичан је тонски акценат. Он је архаичнији и сматра се да га је експираторни акценат углавном заменио у светским језицима. Поред српског, у индоевропској језичкој породици тонски акценат имају још и литвански и скандинавска група језика, а ван Европе ту је кинески и малајско-полинезијска група језика.
Акценат је најмања јединица на прозодијском плану. Термин има више значења:
1. истакнутост слога у речи,
2. истакунтост речи у реченици,
3. графички знак којим се означава та истакнутост,
4. утисак који оставља говор странца,
5. преносно значење којим се указује на пажњу која је посвећена неком питању (Ставити акценат на...).

## Акценатски систем српског књижевног језика
Српски језик има сложен акценатски систем који се састоји од четири акцента и једне неакцентоване дужине. Акценти се разликују по квалитету (тону: опозиција силазни - узлазни) и квантитету (трајању: опозиција дуги - кратки). Акценти у српском језику су следећи:
- краткосилазни (ȁ) - примери: сȍм, пȁста, пȅсма, смp̏т;
- краткоузлазни (à) - примери: бајкòвит, табèла, одàбрати, пу̀кōвнӣк;
- дугосилазни (ȃ) - примери: нȏћ, снȇг, кp̑в, здрȃвље;
- дугоузлазни (á) - примери: сазрéвати, прáзан, ку́пати, бṕвно, óвца.

#### Разликовање акцената
Разликовање кратких акцената на примерима у̀пала и у̏пала:
- краткоузлазни: Она је у̀пала у собу. (женски род једнине радног глаголског придева од глагола „упасти”);
- краткосилазни: То је у̏пала мишића. (акузатив једнине именице „упала”).

Разликовање дугих акцената на примерима рáван и рȃван:
- дугоузлазни: Овај сто је рáван. (мушки род једнине придева „раван”);
- дугосилазни: Тачка, права и рȃван су основни појмови геометрије. (номинатив једнине именице „раван”).

## Дистрибуција акцената у српском језику
Акценти се у речи могу налазити на различитим местима, па тако имамо језике у којима је акценат везан за неки слог. На пример, у чешком, исландском, мађарском и финском језику акценат је везан за први слог док је у пољском језику акценат увек на претпоследњем слогу, а у француском на последњем. У другим језицима акценат може бити слободан, тј. може се јавити на било ком слогу у речи. Пример за то је руски језик.
Српски језик има делимично слободну акцентуацију јер се акценат може јавити на било ком слогу, осим на последњем. Акценат такође може и мењати место у парадигми: вòјнӣк - војни́ка. Силазни акценти у српском језику су везани за први слог (и на једносложним речима се могу јавити само силазни), док су узлазни слободни (изузев на последњем слогу).

## Неакцентоване дужине
У речима се по квантитету могу разликовати и слогови на којима не стоји акценат па се за те слогове каже да имају неакцентовану дужину. Српски језик броји само постакценатске дужине, а предакценатске је изгубио у процесу метатоније.
Сталне неакцентоване дужине:
1. Именице:
- именице женског рода у генитиву и инструменталу једнине - ку̏ћē, сѐстрē, ма̑јкē; ку̏ћōм, сѐстрōм, ма̑јкōм
- именице свих родова у генитиву множине - сеста́ра̄, живо́та̄, војни́ка̄

- ако се у генитиву множине именица завршава на -а̄ онда ће и претходни слог бити дуг - у̏лӣца̄, гри̏цкалӣца̄, компју̀те̄ра̄
2. Придеви:
- придеви одређеног вида имају дужину у свим родовима, бројевима и падежима - лепӣ, лепа̄, лепо̄, вѐликӣ, но̀ћнӣ
- компаративи и суперлативи - лȅпшӣ, бȍља̄, млȁђе̄, гру̏бљӣ, нȃјређӣ, нȃјјачӣ

3. Редни бројеви:
- понашају се као придеви одређеног вида - пp̑вӣ, дру̏гӣ, два́наестӣ

4. Глаголи:
- Презент:

| 1. | глȅда̄м | глȅда̄мо |
| 2. | глȅда̄ш | глȅда̄те |
| 3. | глȅда̄  | глȅдајӯ |
- Аорист – наставак за 2. и 3. л. јд.

- код глагола који у аористу имају силазни акценат на првом слогу и не завршавају се на -е: у̏гледā, нȁпӣсā, зȁчӯ, нȁучӣ; ври̑снӯ
- код глагола који имају дуги слог испред наставка -ти: пȍчē, у̏зē, зȁклē, ȍтē
- Имперфекат:

- дужина се јавља на а: бе̏ја̄х, слу̏ша̄смо, глȅда̄сте
- Глаголски прилог садашњи:

- испред –ћи: тр̀че̄ћи, ра́де̄ћи
- Глаголски прилог прошли:

- испред -в(ши): тр̀ча̄вши, ра́дӣвши
- Радни глаголски придев - под следећим условима:

- испред -л- код глагола који у инфинитиву имају краткоузлазни акценат на трећем слогу с краја, а у радном придеву краткосилазни на првом слогу: прȍчитāли, ȍдржāла, пȍпӣла, у̏зēле
- Трпни глаголски придев:

- ако се завршава на -т, вокал који је испред је дуг - у̏зе̄т, прȍда̄т
- ако се завршава на -н, једини вокал који може бити дуг је а: о̀кӯпа̄н, зи̑да̄н, али стȁвљен, тра̑жен
5. Одређени суфикси:

-а̄ј - зȁгрља̄ј, дȍгађа̄ј, у̏виђа̄ј

-а̄р - пȅка̄р, тȅса̄р, ри̏ба̄р

-а̄ч - пѐва̄ч, ска̀ка̄ч, тр̀ка̄ч

-а̄д - пи̏ла̄д, јȁгња̄д, у̀нуча̄д

-а̄к - сѐља̄к, дѐч̄ак

-ӣк - вѝдӣк, шљѝвӣк, вѝшњӣк

-ӣво - грȁдӣво, плȅтӣво

-ӣште - гра̀дил̄иште, двȍрӣште

-е̄љка - глѐдате̄љка, слу̀шате̄љка

-о̄ст - стȁро̄ст, плȅменито̄ст (само у ном. и аку. једнине)

## Акценатски системи у српском језику
Постоје три основна типа штокавске акцентуације. Први је најстарији - староштокавски (призренско-тимочки дијалект), други се зове старији штокавски (косовско-ресавски и зетско-јужносанџачки дијалект), а трећи је млађи штокавски или новоштокавски (шумадијско-војвођански и источнохерцеговашки дијалект).

#### Староштокавски
Призренско-тимочки дијалект карактерише једноакценатски систем. Акценат је по природи експираторан и његова дистрибуција је слободна. У науци се сматра да су експираторни акценти новији по постању и да су у многим језицима заменили тонске. Овај говор нема никакве дужине и има само старо (прасловенско) преношење акцента на проклитику.

#### Старији штокавски
Ово је двоакценатски систем, познаје само силазне акценте. Разликују се екавски (косовско-ресавски) и ијекавски (зетско-јужносанџачки) тип. Акценатска дистрибуција је слободна. Косовско-ресавски дијалект нема постакценатске дужине, већ само понеку предакценатску (петао, судила), а зетско-јужносанџачки савршено чува дужине. Имају само старо преношење акцената на проклитику. Примери акцентуације: данȁс, синȍћ, столи̏ца, долȁзи, водȁ, женȁ, сестрȁ, рӯчȁк, девȏјка, познȃјē, испри̑чā, овȃ, онȃ, којȃ, војни̑к, дечȃк итд.

#### Млађи штокавски
Ови дијалекти су четвороакценатски и улазе у књижевну основицу српског језика. Екавски тип је шумадијско-војвођански, а ијекавски је источнохерцеговачки дијалект. У овом систему постоје само постакценатске дужине. Преношење на проклитику може бити и старо и ново. У промени речи акценат може мењати место, квалитет и квантитет.

## Метатонија
Крајем 14. и почетком 15. века на штокавском говорном подручју дешава се велика промена која се у науци зове метатонија и означава настајања узлазних акцената. До тада је српски језик познавао само два силазна акцента и њихова дистрибуција је била слободна, тј. могли су се наћи на било ком слогу, па и на последњем.
Процес метатоније дешава се тако што се сви акценти померају за један слог ка почетку речи и постају узлазни.
- ливȁда → лѝвада
- доноси̏ли → донòсили
- купу̏јē → ку̀пујē

Ако је у првобитној позицији акценат био дугосилазни, када је прешао на слог испред на његовом месту је остала неакцентована дужина:
- који̑ → кòјӣ
- девȏјка → дèвōјка
- препродȃјē → препрòдāјē

Ако је у првобитној позицији предакценатски слог био дуг, када је на њега прешао акценат постао је дугоузлазни:
- рēкȁ → рéка
- пӣсмȍ → пи́смо
- пӣтȁти → пи́тати

Ако је првобитна позиција акцента била на првом слогу онда се он није променио јер није имао слог испред себе на који би могао да пређе и зато су у српском језику силазни акценти остали само на почетном слогу или у једносложним речима:
- мȃјка → мȃјка
- ку̏ћа → ку̏ћа
- су̑нце → су̑нце